# Johann Friedrich Naumann
Johann Friedrich Naumann (Köthen, 14 febbraio 1780 – Prosigk, 15 agosto 1857) è stato un ornitologo e incisore tedesco, considerato il padre dell'ornitologia scientifica in Europa.

## Biografia
Dopo aver seguito i corsi scolastici a Dessau tornò a Köthen, dove si dedicò all'agricoltura e a studi di botanica, geologia e ornitologia. Nel 1818-1828 pubblicò Die Eier der Deutschlandts Vögel (Le uova degli uccelli della Germania).
Nel 1822-1847 pubblicò la sua opera più importante, Naturgeschichte der Vögel Deutschlandts (Storia naturale degli uccelli della Germania), in 13 volumi, con 400 illustrazioni a piena pagina, quasi tutte realizzate da lui stesso. Questa immensa opera è stata ripubblicata nel 1897-1905 a cura di Carl Richard Hennicke, con il titolo Naturgeschichte der Vögel Mittel-Europa (ed. Gera-Untermhaus, F.E. Köhler, Lipsia, 12 volumi).
La Deutsche Ornithologen-Gesellschaft (Società ornitologica tedesca) ha intitolato la rivista Naumannia a suo nome.
Era figlio del naturalista Johann Andreas Naumann, da cui prende il nome il Falco naumanni.

## Fonti biografiche
- Anita Albus, On Rare Birds, Greystone Books, 2011 - ISBN 1-55365-477-3.